# آپکس (آریزونا)
آپکس (به انگلیسی: Apex) یک منطقهٔ مسکونی در ایالات متحده آمریکا است که در آریزونا واقع شده‌است. آپکس ۲٬۰۱۰ متر بالاتر از سطح دریا واقع شده‌است.